# Amblyopone longidens
Amblyopone longidens es una especie de hormiga del género Amblyopone, familia Formicidae. Fue descrita científicamente por Forel en 1910.
Se distribuye por Australia. Se ha encontrado a elevaciones de hasta 1000 metros. Vive en microhábitats como rocas, piedras, matorrales, troncos y nidos.